# Bankview
Bankview est un quartier du quadrant sud-ouest de la ville de Calgary, en Alberta. 
Le quartier est délimité par la 17e avenue sud-ouest au nord, la 26e avenue sud-ouest, la 14e rue sud-ouest à l'est et la 19e rue sud-ouest à l'ouest. Il s'agit d'un quartier résidentiel situé au sud-ouest du quartier a haute densité de Beltline, au centre-ville. 

## Histoire
Bankview a été établi en tant que quartier en 1908. Le quartier a été complètement restructuré en 1950, permettant la construction d'immeubles d'appartements pour plus de personnes et la communauté a maintenant un plan de réaménagement de la zone en place.

## Démographie
Les résidents de cette communauté avaient un revenu médian des ménages de 32 474 $ en 2000, et 31,4% des résidents à faible revenu vivaient dans le quartier. En 2000, 18,4% des résidents étaient des immigrants. 85,7% des immeubles étaient des copropriétés ou des appartements, et 80% des logements étaient utilisés pour la location.
Le quartier est représenté au conseil municipal de Calgary par le conseiller du quartier 8 au niveau provincial, par le député de Calgary Currie, Brian Malkinson, et au niveau fédéral par le député de Calgary-Centre, Kent Hehr.

## Loisirs
L'Association communautaire exploite un court de tennis et entretient plusieurs terrains de jeux et petits parcs municipaux dans le quartier.